# SK1
SK1 es un editor de gráficos vectoriales libre similar a CorelDRAW, Adobe Illustrator y Freehand. En primer lugar sK1 está orientada para el procesamiento PostScript que es un proyecto derivado (fork) de Skencil.